# X-Com: UFO Defense
X-COM: UFO Defense (в Європі і Австралії випущено під назвою UFO: Enemy Unknown) — тактична відеогра, створена Джуліаном Голлопом і видана компанією Microprose Software. Перша гра із серії X-COM.

## Ігровий процес
Гра починається 1 січня 1999 року з того, що гравець вибирає розташування для своєї першої бази. Після цього отримує карту світу, на якій показані бази і літаки X-COM, НЛО, чужі бази тощо. У цій частині гри можна керувати своїми літаками в реальному часі: призначати для них цілі патрулювання або ж намагатись перехопити виявлені НЛО. При переході на екран бази плин ігрового часу зупиняється і у гравця з'являється можливість керувати багатьма аспектами діяльності організації: тут можна закуповувати нове устаткування, літаки, зброю та боєприпаси для них, наймати вояків, купувати стрілецьку зброю, набої тощо. Дається змога будувати нові бази або розширювати вже наявні, додаючи до них нові будівлі, як то додаткові радари, житлові приміщення для персоналу, ангари для літаків, склади або захисні споруди. Також на базах розміщуються зайняті роботою на організацію науковці та інженери. Науковці можуть досліджувати нові технології та добуті предмети чужопланетного походження або полонених чужопланетян. Інженери на основі цих знань виготовляють нові недоступні іншим чином види зброї та обладнання.
Коли десантний літак X-COM дістається місця, куди впало пошкоджене винищувачами НЛО, або просто місця приземлення НЛО, гра переходить до тактичної частини. Тут гравець командує діями загону солдатів проти чужих сил. Поле бою представлено на екрані в ізометричній проєкції, гра відбувається покроково. В ході битви можуть бути захоплені різноманітні предмети чужопланетного походження, якими на базі займуться науковці та які можуть таким чином стати джерелом для нових відкриттів.

## Сюжет
Наприкінці 1990-х років надзвичайно зросла активність нерозпізнаних летючих об'єктів навколо Землі. Лідери ряду країн світу домовляються заснувати таємну міжнародну організацію для боротьби з чужопланетною загрозою, фінансувати її та сприяти її діяльності. Гравець виступає у ролі керівника цієї новозаснованої організації, яка отримала назву X-COM.

## Популярність
Завдяки багатьом чинникам, таким як зручний тактичний інтерфейс, комбінація тактичних і стратегічних елементів, можливість досліджувати та створювати нову зброю й інші елементи, X-COM: UFO Defense стала надзвичайно популярною серед любителів стратегічних ігор. Також свою роль відіграла вдало створена у грі атмосфера неспокою та навіть жаху: солдати дуже вразливі і легко гинуть від ворожого вогню, використання лінії зору, перехватів і стрільби «у відповідь» на ході супротивника створює багато можливостей для засідок та інших несподіванок, що робить гру дуже динамічною та захопливою.
Надзвичайна популярність X-Com: UFO Defense призвела до появи цілої серії ігор, базованих на історії X-COM.